# David Lowe (Informatiker)
David Lowe ist ein kanadischer Informatiker, Professor am Computer Science Department der University of British Columbia und Mitglied des Laboratory for Computational Intelligence. Seine Forschungen erstrecken sich über die Bereiche Maschinelles Sehen und Objekterkennung. Bekannt geworden ist Lowe vor allem durch die Entwicklung des SIFT-Algorithmus, der zur Objekterkennung und zum Autostitching eingesetzt wird.